# Hydroides centrospina
Hydroides centrospina är en ringmaskart som beskrevs av Wu och Chen 1981. Hydroides centrospina ingår i släktet Hydroides och familjen Serpulidae. Inga underarter finns listade i Catalogue of Life.